# Frå fjord til fjell
Geiranger Frå Fjord Til Fjell blev i juni 2008 afholdt for 15. gang. Der var 775 deltagere, hvilket er rekord. Der er pengepræmier til vinderne, og nogle af Norges bedste løbere er med. Løbet er dog stadig mest et motionsløb, hvor kombinationen af ekstraordinære anstrengelser og storslået landskab tiltrækker folk fra hele Norge, samt i stigende grad nabolande som Danmark og Tyskland.
Det traditionsrige arrangement består først og fremmest af et løb for løbere og cykelryttere, som skal gennemføre den samme rute på 21,1 km. Altså en halv-maraton. Der er også en kortere rute for børn samt for vandrere.
Løbet starter nede ved Geirangerfjorden i Geiranger centrum. Over de første 14 km stiger den asfalterede vej 1000 højdemeter, svarende til 7,1 % i gennemsnit. Derefter et par kilometers forholdsvis flad vej indtil hotellet Djupvasshytta. Her starter opstigningen til bjergtinden Dalsnibba. Denne sidste hårde strækning, kaldet Nibbevegen, foregår på grus, og har en stigning på cirka 8,5 % i gennemsnit. Her er man omgivet af sne på begge sider af vejen, og temperaturen på toppen ligger sjældent over 10 grader.
Totalt har ruten 35 hårnålesving, og højdeforskellen fra start til mål er på knap 1500 meter. (Det samlede antal højdemeter er lidt højere, da der også er et par fald undervejs.) Til sammenligning har den berømte Alpe d'Huez-stigning i Alperne lidt under 1100 højdemeter.
De første 16 km af Geiranger Frå Fjord Til Fjell er identiske med den vejstrækning, som på Verdensudstillingen i Paris 1900 vandt guldmedalje for stor ingeniørkunst. I 1939 blev Nibbevegen åbnet, og den er i dag en af Norges største turistattraktioner.